# Mogoditshane Fighters Football Club
Il Mogoditshane Fighters Football Club è una società calcistica botswana di Mogoditshane. Milita nella Premier League, la massima divisione del campionato botswano di calcio.

## Palmarès

### Competizioni nazionali
- Campionato botswano: 4

1999, 2000, 2001, 2003
- Coppa di Botswana: 3

1999, 2000, 2003
- Coppa dell'Indipendenza del Botswana: 1

2000

### Altri piazzamenti
- Coppa di Botswana:

Finalista: 2004

## Presenze alle competizioni internazionali
- Coppa dei Campioni d'Africa:
  - 2002: primo turno
- Coppa delle Coppe d'Africa:
  - 2000: primo turno
  - 2001: primo turno